# The Sole Survivor
The Sole Survivor è un cortometraggio muto del 1917 diretto da Francis J. Grandon. Prodotto dalla Selig e sceneggiato da James Oliver Curwood, il film aveva come interpreti Charles Clary, Bessie Eyton, Lafe McKee, Roy Watson, Charles Wheelock.

## Trama
Dopo essersi incontrati a casa di Thomas Wynn, cinque giovani prendono la decisione di ripetere quell'incontro cinque anni più tardi alla stessa data, alle nove di sera. All'appuntamento si presentano in tre: il quarto, che giace morente a Bombay, ha mandato solo una lettera. I presenti brindano John Gaunt, il quinto uomo, ovunque lui sia. Ma Gaunt appare, in abiti stracciati, raccontando una strana storia. Per tre anni si era sepolto nelle terre selvagge dell'America Centrale, alla ricerca di oro. Perso nella giungla, era stato catturato da uno scienziato pazzo che mostrò a Gaunt una bellissima fanciulla imprigionata in una gabbia che lo scienziato classificava come uno dei suoi "esemplari". Gaunt, dopo avere raccontato la sua avventurosa fuga dal pazzo, chiede aiuto agli amici per andare a salvare la ragazza. Il gruppo parte giungendo appena in tempo a salvarla dalla morte. Gaunt, innamorato, le chiede di sposarlo.

## Produzione
Il film fu prodotto dalla Selig Polyscope Company.

## Distribuzione
Distribuito dalla General Film Company, il film - un cortometraggio in due bobine - uscì nelle sale cinematografiche statunitensi il 1º settembre 1917.